# Saint-Paul-Lizonne
Saint-Paul-Lizonne är en kommun i departementet Dordogne i regionen Nouvelle-Aquitaine i sydvästra Frankrike. Kommunen ligger i kantonen Verteillac som tillhör arrondissementet Périgueux. År 2022 hade Saint-Paul-Lizonne 277 invånare.

## Befolkningsutveckling
Antalet invånare i kommunen Saint-Paul-Lizonne
Referens:INSEE